# Клере сир Бренон
Клере сир Бренон (фр. Clérey-sur-Brenon) насеље је и општина у североисточној Француској у региону Лорена, у департману Мерт и Мозел која припада префектури Нанси.
По подацима из 2011. године у општини је живело 63 становника, а густина насељености је износила 14,25 становника/km². Општина се простире на површини од 4,42 km². Налази се на средњој надморској висини од 260 метара (максималној 285 m, а минималној 233 m).

## Демографија
| 1962. | 1968. | 1975. | 1982. | 1990. | 1999. | 2011. |
| ----- | ----- | ----- | ----- | ----- | ----- | ----- |
| 48    | 70    | 52    | 59    | 49    | 68    | 63    |

График промене броја становника у току последњих година